# Суарес, Дамиан
Дамиа́н Никола́с Суа́рес Суа́рес (исп. Damián Nicolás Suárez Suárez; родился 27 апреля 1988 года, Монтевидео) — уругвайский футболист, защитник клуба «Ботафого» и сборной Уругвая.

## Клубная карьера
Суарес — воспитанник клуба «Дефенсор Спортинг». В 2007 он дебютировал в уругвайской Примере. В 2008 году Суарес стал чемпионом Уругвая. 13 февраля 2010 года в поединке против «Сентраль Эспаньол» Дамиан забил свой первый гол за «Дефенсор Спортинг». Летом 2011 года Суарес перешёл в хихонский «Спортинг». Сумма трансфера составила 500 тыс. евро. В матче против «Осасуны» он дебютировал в Ла Лиге.
Летом 2012 года Суарес перешёл в «Эльче». В матче против «Понферрадина» он дебютировал в Сегунде. 2 марта 2013 года в поединке против «Рекреативо» Дамиан забил свой первый гол за «Эльче». По итогам сезона он помог клубу выйти в элиту.
Летом 2015 года после истечения контракта с «Эльче», Суарес на правах свободного агента подписал соглашение с «Хетафе». 22 августа в матче против «Эспаньола» он дебютировал за новую команду. По итогам сезона клуб вылетел в Сеугнду, но Суарес остался в команде и через год помог ей вернуться в элиту. 15 апреля 2018 года в поединке против «Эспаньола» Дамиан забил свой первый гол за «Хетафе».

## Международная карьера
В 2005 году Суарес в составе юношеской сборной Уругвая принял участие в юношеском чемпионате мира в Перу. В 2007 году в составе молодёжной сборной Уругвая Дамиан принял участие в молодёжном чемпионате мира в Канаде.
Дебютировал в основном составе национальной команды в возрасте 33 лет 27 января 2022 года в матче отборочного турнира к чемпионату мира 2022 против Парагвая. Уругвай выиграл в гостях со счётом 1:0.

## Достижения
- Чемпион Уругвая (1): 2007/08